# Horst Bleckmann
Horst Bleckmann (* 2. November 1948 in Rietberg) ist ein deutscher Zoologe und Neurobiologe. Er ist seit 1994 Professor für Zoologie und vergleichende Neurobiologie am Institut für Zoologie der Rheinischen Friedrich-Wilhelms-Universität Bonn.

## Leben
Bleckmann studierte Biologie (Diplom) sowie Biologie/Chemie (Höheres Lehramt) an der Justus-Liebig-Universität in Gießen und promovierte dort von 1977 bis 1979 im Fach Biologie. Parallel arbeitete Bleckmann als freier Mitarbeiter am Institut für Biologiedidaktik. Als Mitglied des Sonderforschungsbereichs „Vergleichende Neurobiologie des Verhaltens“ wirkte er nach seiner Promotion  von 1981 bis 1984 als wissenschaftlicher Mitarbeiter am Zoologischen Institut der Johann Wolfgang Goethe-Universität Frankfurt am Main. Bleckmann habilitierte 1986 im Fach Zoologie durch den Fachbereich Biologie an der Johann Wolfgang Goethe-Universität Frankfurt. Von 1985 bis 1992 arbeitete Bleckmann als Gastwissenschaftler an der Scripps Institution of Oceanography, San Diego, California. In Vertretung für H. Scheich war Bleckmann von 1992 bis 1994 Inhaber des Lehrstuhls für Neurophysiologie an der Technischen Universität Darmstadt. 1994 folgte er dem Ruf nach Bonn und ist seither Professor für Zoologie und vergleichende Neurobiologie an der Rheinischen-Friedrich-Wilhelms-Universität Bonn. Bleckmann ist seit 2004 gewählter Gutachter der Deutschen Forschungsgemeinschaft (DFG) und war von 2005 bis 2009 als Mitglied des wissenschaftlichen Beirates des Zoologischen Forschungsmuseum Alexander Koenig tätig.

## Wirken
An der Schnittstelle zwischen Biophysik und Sinnesökologie setzte Bleckmann mit seinem Wirken entscheidende Impulse in der Neuro-, Sinnes- und Verhaltensphysiologie. Er zeichnet sich dabei besonders durch seine Methodenvielfalt aus, und die Liste der Tiere, mit denen er gearbeitet hat, ist lang. So untersucht er unter anderem den Infrarotsinn von Käfern und Schlangen, das Gedächtnis und Lernvermögen von Knorpel- und Knochenfischen, die Lokomotion von Chamäleons und den Flug des Wanderfalken. Wie ein roter Faden zieht sich jedoch die Erforschung hydrodynamischer Sensorik aquatischer Lebewesen im Allgemeinen, und des Seitenliniensystems der Fische im Besonderen, durch sein Lebenswerk. Einige Erkenntnisse seiner Forschung fließen in die Entwicklung bionischer Sensoren ein und unterstreichen den Anwendungsbezug seiner Arbeit.

## Auszeichnungen
- 1987–1992 Heisenberg-Stipendium der Deutschen Forschungsgemeinschaft
- 1990 Bennigsen-Foerder-Preis des Landes Nordrhein-Westfalen
- 2002 Mitglied der Akademie der Wissenschaften und der Literatur Mainz[1]
- 2006 Mitglied der Deutschen Akademie der Naturforscher Leopoldina[2]
- 2007 Korrespondierendes Mitglied der Österreichischen Akademie der Wissenschaften
- 2012 Karl Ritter von Frisch Medaille der Deutschen Zoologischen Gesellschaft

## Schriften
Horst Bleckmann: Reception of Hydrodynamic Stimuli in Aquatic and Semiaquatic Animals, Stuttgart, Gustav Fischer, 1994, ISBN 343730772X